# Угорський демократичний форум
Угорський демократичний форум (угор. Magyar Demokrata Fórum вимовляється [ˈmɒɟɒr ˈdɛmokrɒtɒ ˈfoːrum], MDF) — правоцентристська християнсько-демократична партія в Угорщині, заснована в 1987 році.
Партія користувалася значною популярністю в кінці 1980-х — початку 1990-х, зокрема, отримавши 24,7% голосів і провівши 164 депутати до парламенту на парламентських виборах 1990 року. Член партії Йожеф Антал був прем'єр-міністром Угорщини з 23 травня 1990 до своєї смерті 12 грудня 1993 року, після чого його змінив Петер Борош (до 15 липня 1994). Однак на виборах 1994 року партія зазнала поразки, поступившись соціалістам і провівши лише 38 депутатів до парламенту. У 1998-2002 партія входила до складу правлячої коаліції на правах молодшого партнера партії Фідес. На останніх виборах 2006 року партія провела до парламенту лише 11 депутатів. На виборах у Європарламенту 2009 року партія отримала 5,31% голосів і провела 1 депутата, — Лайоша Бокроша, який також став партійним кандидатом на посаду прем'єр-міністра на парламентських виборах 2010 року. Тим часом, на виборах партія не зуміла пройти до національного парламенту.